# Hétköznapi titkaink
A Hétköznapi titkaink (eredeti cím: Louder Than Bombs) 2015-ben bemutatott dán–francia–norvég film, amelyet Joachim Trier rendezett.
A forgatókönyvet Eskil Vogt és Joachim Trier írta. A producerei Thomas Robsahm, Joshua Astrachan, Marc Turtletaub, Albert Berger, Ron Yerxa és Alexandre Mallet-Guy. A főszerepekben Gabriel Byrne, Jesse Eisenberg, Isabelle Huppert, Amy Ryan és David Strathairn láthatók. A film zeneszerzője Ola Fløttum. A film gyártója az Animal Kingdom, az arte France Cinéma, a Beachside, a Bona Fide Productions, a Memento Films Production, a Motlys és a Nimbus Film, forgalmazója a Memento Films Production. Műfaja filmdráma.
Franciaországban 2015. december 9-én, Norvégiában 2015. október 15-én, Dániában 2015. december 9-én mutatták be a mozikban.

## Szereplők
| Szereplő      | Színész            | Magyar hang        |
| ------------- | ------------------ | ------------------ |
| Gene          | Gabriel Byrne      | Jakab Csaba        |
| Isabelle      | Isabelle Huppert   | Kovács Nóra        |
| Jonah         | Jesse Eisenberg    | Szatory Dávid      |
| Conrad        | Devin Druid        | Boldog Gábor       |
| Richard       | David Strathairn   | Rosta Sándor       |
| Hannah        | Amy Ryan           | Spilák Klára       |
| Erin          | Rachel Brosnahan   | Nemes Takách Kata  |
| Igazgatónő    | Leslie Lyles       | Horváth Zsuzsa     |
| Melanie       | Ruby Jerins        | Gulás Fanni        |
| Amy           | Megan Ketch        | Laurinyecz Réka    |
| Önmaga        | Charlie Rose       | Vass Gábor         |
| Kenneth       | Russell Posner     | Bogdán Gergő       |
| Ügynökségi nő | Maryann Urbano     | Csizmadia Gabi     |
| Kurátor       | Donna Mitchell     | Menszátor Magdolna |
| Pultos        | Luke Robertson     | Baráth István      |
| Főiskolás     | Peter Mark Kendall | Czető Ádám         |
| Melanie apja  | Sean Cullen        | Harmath Imre       |